# Herbert Hartung

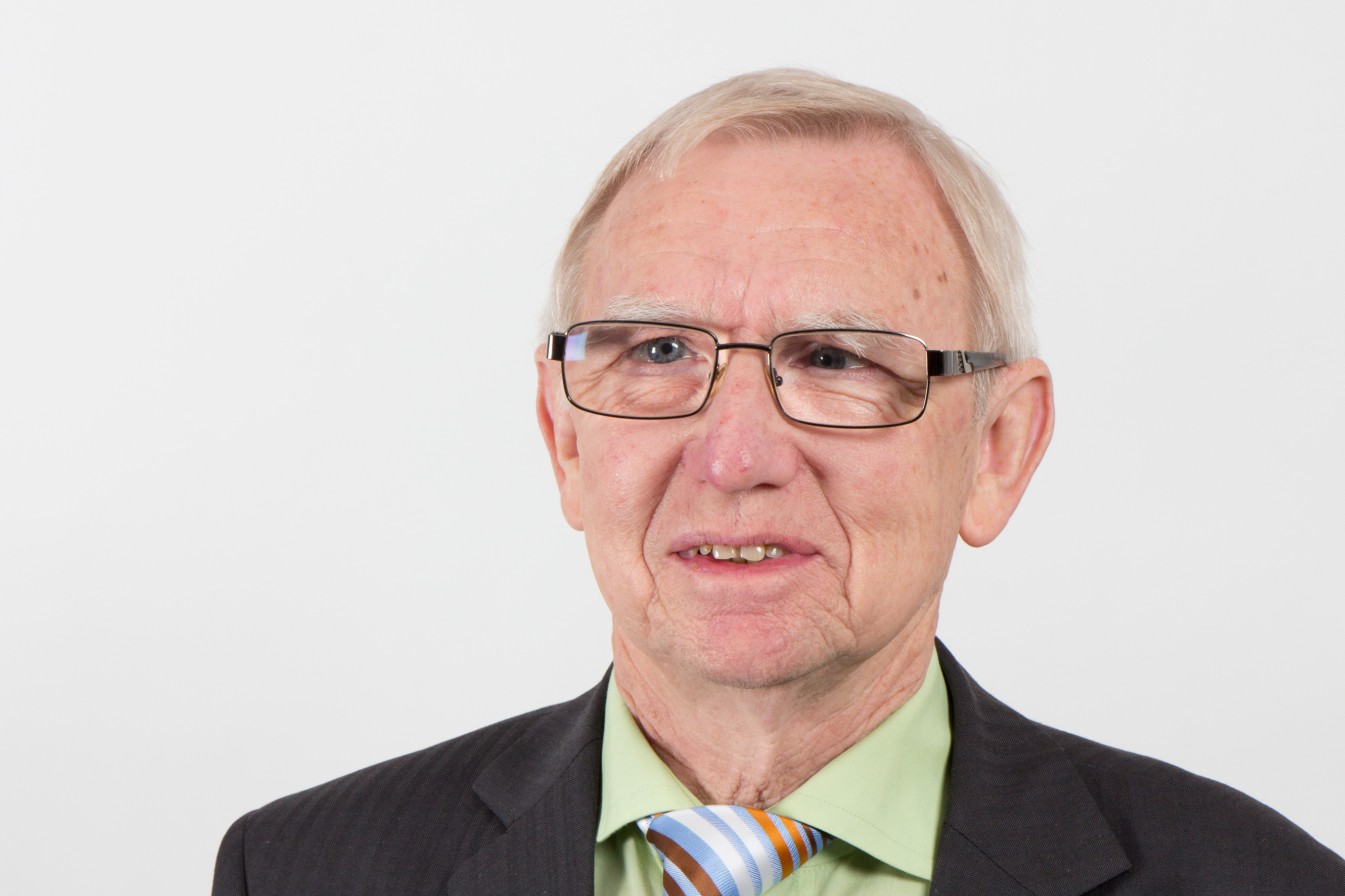
Herbert Hartung, 2012

Herbert Hartung (* 14. Oktober 1947 in Kirchberg, Seesen) ist ein deutscher Politiker der CDU und war von 2006 bis 2016 Mitglied im Landtag von Sachsen-Anhalt.

## Leben und Beruf
Herbert Hartung beendete die Schule mit dem Abschluss Fachhochschulreife. Er machte 1967 eine Ausbildung im Blumen- und Zierpflanzenbau. Es folgte 1971 im Rahmen einer Umschulung der Abschluss zum Groß- und Außenhandelskaufmann. 1974 schaffte er erfolgreich die Ausbilderprüfung.
Von 1971 bis 1988 war er als Buchhalter und Ausbilder tätig. Er schloss eine Tätigkeit als selbständiger Finanzberater von 1988 bis 1990 an. Von 1990 bis 1996 übernahm er die Leitung der Abteilung Verbundprodukte einer Sparkasse. Seit 1996 ist er wieder als selbständiger Finanzberater tätig.
Er ist verheiratet und hat drei Kinder.

## Politik / Partei
Hartung trat am 1976 in die CDU ein. Er war von 1991 bis 2001 Vorstandsmitglied und Kreisschatzmeister des CDU-Stadtverband Köthen. Von 1994 bis 2004 war er Bürgermeister und ab 2005 Ortsbürgermeister von Cösitz. 2005 wurde die vorher selbständige Gemeinde Cösitz in die Gemeinde Zörbig eingemeindet. Seitdem ist er Mitarbeiter der Stadtverwaltung Zörbig. Seit 2007 ist er zudem Kreistagsmitglied von Anhalt-Bitterfeld.

## Abgeordneter
Ab der Landtagswahl 2006 war Hartung für den Wahlkreis 28 (Wolfen) Mitglied im Landtag von Sachsen-Anhalt und blieb es bis 2016. Er saß für seine Fraktion im Ausschuss für Ernährung, Landwirtschaft und Forsten sowie im Ausschuss für Petitionen. 2016 unterlag er im Kampf um das Direktmandat jedoch Daniel Roi von der AfD; da sein Listenplatz zum Einzug ebenfalls nicht ausreichte, schied er somit aus dem Landtag aus.